# Kyosuke Tagawa
Kyosuke Tagawa (født 11. februar 1999) er en japansk fodboldspiller, som spiller for den japanske fodboldklub FC Tokyo.